# 莊永新
莊永新（1968年10月26日—）乃臺灣的廣告導演、漫畫家，筆名為小莊，出生於高雄縣，畢業於復興商工美工科。

## 生平簡歷
1968年10月26日莊永新出生於臺灣高雄縣，4歲時舉家遷往嘉義縣，後定居於臺中縣。1983年考上復興商工美工科，前往臺北就學。在海軍司令部服役期間擔任美工，退伍後在長澍視聽傳播公司先後擔任美術助理、美術指導、導演等工作。從事美術助理期間帶著自己的漫畫作品拜訪《High漫畫月刊》編輯黃健和，後者原本對其作品不感興趣，但隨手翻閱莊永新的生活札記工作塗鴉卻覺得有趣，遂邀約開始連載記錄自身生活點滴的《廣告人手記》。
創作漫畫之餘，莊永新仍持續攝製廣告影片，1995至2013年間拍攝了約4百部，並以數部廣告影片奪下時報亞太廣告獎、時報廣告金像獎等獎項。2009年以《窗The Window》獲得行政院新聞局劇情漫畫獎優勝，2014年則以《80年代事件簿（1）》同時獲頒第五屆金漫獎年度漫畫獎、青年漫畫獎等二個獎項。

## 作品一覽

### 廣告
以下僅列出獲獎代表性作品：
- 山葉機車《SV MAX-順路篇》：2001年度時報廣告金像獎影片類交通項佳作[5]
- 埃索機油《機車為你做啥系列：男生篇》：2003年度時報廣告金像獎影片類交通項運輸項[6]
- 泛亞電信《舊報紙篇》：2003年度時報廣告金像獎影片類企業形象項銀像獎[7]

### 漫畫
- 《廣告人手記》，時報文化，1997年10月28日，ISBN 957-132-4159。
- 《窗The Window》，大辣出版社，2010年12月29日，ISBN 978-986-6634-14-7。
- 《80年代事件簿1》，大辣出版社，2013年6月14日，ISBN：978-986-6634-29-1。
- 《廣告人手記2014增修版》，大辣出版社，2013年12月，ISBN 978-986-6634-35-2。
- 《80年代事件簿2》，大辣出版社，2015年6月9日，ISBN 978-986-6634-50-5。
- 《潮浪群雄1》，大辣出版社，2022年5月28日，ISBN 978-626-9578-03-0。
- 《潮浪群雄2：那些做電影的人》，大辣出版社，2023年6月2日，ISBN：9786269717279。
- 《潮浪群雄3：那些做電影的人》，大辣出版社，2024年8月6日，ISBN：9786269829644。

## 得獎記錄
- 時報亞太廣告獎
- 時報廣告金像獎：2001、2003年度
- 行政院新聞局劇情漫畫獎：2009年度優勝
- 金漫獎：第五屆年度漫畫獎、青年漫畫獎